# Мусаев, Мукат Усагалиевич
Мукат Усагалиевич Мусаев (1919 — 3 мая 1954) — пулемётчик 795-го стрелкового полка (228-я стрелковая дивизия, 53-я армия, 2-й Украинский фронт), рядовой. Герой Советского Союза.

## Биография
Родился в 1919 году в селе Селитренное ныне Харабалинского района Астраханской области. Казах. Работал табунщиком в колхозе. Беспартийный.
В Красной Армии с 1941 года. В действующей армии с мая 1944 года.
Отличился при форсировании реки Тиса в районе населённого пункта Тисафюред (Венгрия) в ночь на 25 октября 1944 года. Первым на подручных средствах с боевым товарищем Куванжбаевым переправился на правый берег реки и огнём своего мощного оружия прикрывал переправляющуюся через реку роту. Принял участие в отражении 18 вражеских контратак, уничтожил три пулемётные точки противника. Несмотря на серьёзное ранение не оставил своего боевого поста. Когда отказал пулемёт, Мукат Мусаев с гранатами в руках, рискуя жизнью, подполз к пулемёту противника, уничтожил его расчёт и трофейным пулемётом вёл огонь по противнику, чем обеспечил продвижение роты вперёд.
Указом Президиума Верховного Совета СССР от 24 марта 1945 года за мужество и героизм, проявленные при выполнении боевого задания, рядовому Мукату Мусаеву присвоено звание Героя Советского Союза с вручением ордена Ленина и медали «Золотая Звезда».
В 1945 году демобилизовался. Жил и работал в селе Буруны Наримановского района Астраханской области. Умер 3 мая 1954 года.

## Награды
- Медаль «Золотая Звезда» (№ 1625) (24.03.1945)[1][2].
- Орден Ленина (24.03.1945).
- Медаль «За отвагу» (14.10.1944)[3].

## Память
- В мае 2013 года в посёлке Буруны Наримановского района астраханской области был установлен бюст М. У. Мусаева (скульптор В. Полковников)[4].
- Памятник установлен в городе Атырау Республики Казахстан в Парке Победы.
- Памятник установлен в селе Селитренное Харабалинского района Астраханской области.